# Galium triflorum
Galium triflorum — вид трав'янистих рослин родини маренові (Rubiaceae), поширений на півночі Європи й у Ґренландії. Етимологія: лат. tri — «три», лат. florus — «квітковий».

## Опис
Трава багаторічна, вегетативно поширюється за допомогою столонів. Стебла повзучі, розлогі й до піднятих, (15)25–80(125) см, 4-кутні, як правило, гладкі. Листки в колотівках до 6(8), пластини від вузько зворотнояйцеподібних до широко ланцетних, (15)20–35(45) × (3)6–12(16) мм, більш-менш гладкі, вершини гострі або округлі; жила 1. Суцвіття термінальні та пахвові; вісь гладка; приквітків кілька, від вузько еліптичних до вузько ланцетних, 2–5 мм. Зав'язь обернено яйцеподібна, ≈0.5 мм. Віночок білий або зеленуватий, 1.5–2 мм в діаметрі, пелюсток 4, гладкі, трикутні, гострі. Плоди еліпсоїдні, 1.5–2.5 мм.

## Поширення
Північна Америка: Ґренландія, Канада, США; Європа: Росія, Латвія, Литва, Швейцарія, Фінляндія, Норвегія, Швеція; Азія: Китай, Японія, Росія, Корея. Населяє ліси й гірські ліси.